# Boccardia berkeleyorum
Boccardia berkeleyorum är en ringmaskart som beskrevs av Blake och Woodwick 1971. Boccardia berkeleyorum ingår i släktet Boccardia och familjen Spionidae. Inga underarter finns listade i Catalogue of Life.